# Consejo General de Valencia
El Consejo General de Valencia fue una institución activa desde 1238 hasta 1707 encargada del gobierno de la ciudad de Valencia. El oficial de mayor rango era el Jurado en Cap comparable a la figura actual del alcalde. Es el predecesor del actual ayuntamiento o Consejo Municipal de Valencia y tenía su sede en la Casa de la Ciudad.

## Historia
Así lo describía Vicente Boix en 1855:

Valencia tenía en este cuerpo deliberativo un verdadero Senado, y así lo denominan las inscripciones y títulos latinos de nuestros buenos tiempos.

Su elección era estrictamente popular, tomando en ella parte todos los gremios u oficios de que hemos hecho mérito poco antes. Era de derecho el cuerpo consultivo de los Jurados; intervenía en todos los negocios administrativos y económicos de la capital; era el defensor nato e incorruptible de los Fueros, y por consiguiente de la libertad del país; se entendía con el Rey directamente; nombraba representantes cerca de la Corte, para proteger la inviolabilidad de nuestros privilegios; servía de mediador entre el Rey y el pueblo, como los Éforos de Esparta, como el Gran Justicia de Aragón; decidía las dudas que ocurrían, con respecto a la inteligencia de un Fuero; promovía las obras públicas; fijaba los presupuestos; designaban el número de tropas que debían concederse a los Reyes en casos de guerra; concedía o negaba los donativos que exigían los Monarcas; concedía pensiones; publicaba las leyes sumptuarias; resolvía las grandes cuestiones civiles durante las circunstancias de peligro: en una palabra, era la verdadera representación del orden, de la legalidad, de la justicia, de la libertad y de la independencia.
Vicente Boix, Apuntes históricos sobre los fueros del antiguo Reino de Valencia, XXVI, 1855

El Consejo General fue fundado tras la conquista de Valencia por el rey en Jaime I y permaneció activo, incluso durante la Revuelta de las Germanías, hasta que en el año 1707, tras la Guerra de Sucesión Española y los posteriores decretos de Nueva Planta que abolían los fueros de Valencia y, con ello, esta institución que era una de las que estaba en ellos recogida.